# نفر نيلسون
نفر نيلسون هو الاسم السابق لشركة GL Assessment ، وهي شركة مستقلة رائدة في مجال توفير الإختبارات وخدمات تقييم أخرى للتعليم بالمملكة المتحدة. وتتضمن منتجاتها، والتي تمتلك شهرة محلية، تقييمات للفئات العمرية بين 0_19 سنة.
وقد تأسست نفر نيلسون من قبل المؤسسة الوطنية للبحوث التربوية، وأصبحت جزء من مجموعة غرناطة التعليمية في عام 2000.
وفي ديسمبر عام 2007 تم رسميا تغيير اسم NFER-Nelson إلى GL Assessment.